# Falsa-orca
A falsa-orca (Pseudorca crassidens), também conhecida como orca-bastarda, da classe dos mamíferos (Mammalia), obteve o seu nome devido à sua semelhança com a orca (Orcinus orca), outro parente da família dos delfinídeos (Delphinidae), também pode ser facilmente confundida com a baleia-piloto (Globicephala spp). Habita em zonas tropicais e temperadas e alimenta-se de peixe e cefalópodes. A primeira descrição da espécie foi em 1846 por Richard Owen, no livro "A history of British fossil mammals and birds". É a única espécie do género Pseudorca.
Possui um corpo alongado e preto com algumas manchas claras na zona da garganta, cabeça  arredondada e sem bico, a barbatana dorsal é em forma de foice e a, as barbatanas peitorais curtas e pontiagudas apresentando uma espécie de “corcunda que a distingue de outras espécies semelhantes como as baleias-piloto.
Caçam utilizando a ecolocalização e alimentam-se principalmente de peixe e cefalópodes. Contudo, existem relatos de ataques a outros cetáceos.
São animais gregários, ou seja, vivem em grupos que variam de várias dezenas a centenas de indivíduos de todas as idades e sexos o que leva a crer que aparentemente não existe segregação social. É usual avistarem-se grupos mistos de falsas-orcas e roazes-corvineiros (Tursiops truncatus) a caçar. Esta é a espécie mais comum em encalhamentos em massa em massa, não se sabendo ainda o motivo de tal comportamento.

## Características

### Características gerais

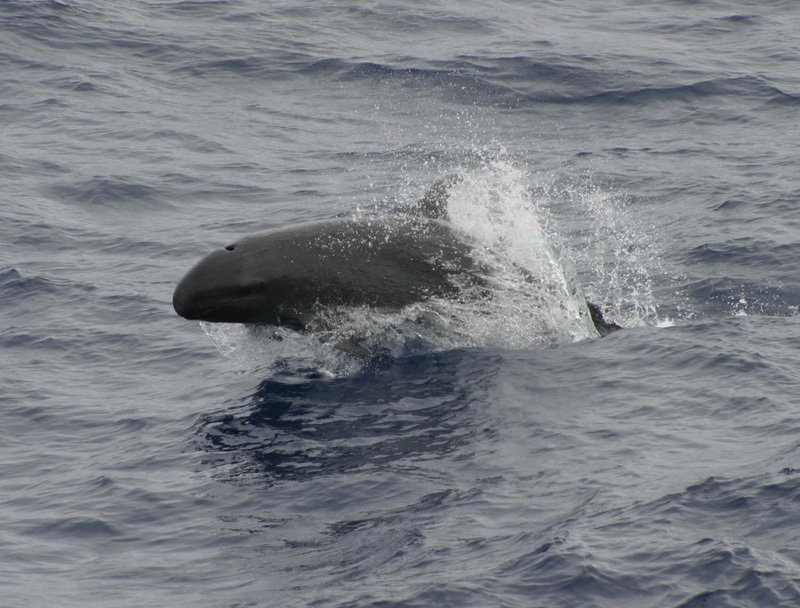
Falsa-orca

A falsa-orca é uma das maiores espécies entre os golfinhos. Os machos da falsa-orca atingem comprimentos corporais de até 6,10 metros e um peso máximo de 2.200 quilos, as fêmeas permanecem significativamente menores com um máximo de 5,10 metros e um peso máximo de 1200 quilos. Os filhotes recém-nascidos têm 1,5 a 2,0 metros de comprimento e pesam cerca de 80 quilos. O corpo dos animais é completamente cinzento escuro a preto no dorso e nos flancos, bem como no ventre e nas barbatanas dorsais, as barbatanas e a barbatana caudal (unha) também correspondem à cor do corpo. Em boas condições de iluminação, pode-se observar que o dorso da barbatana dorsal em direção ao dorso é mais escuro do que antes, como uma capa, a pigmentação mais escura está na área de fixação da unha. Freqüentemente, há uma mancha acinzentada a quase branca em forma de âncora entre as nadadeiras peitorais, que em alguns indivíduos pode começar na garganta e terminar em uma linha que se estende até os órgãos genitais . Em alguns casos, os animais também apresentam uma mancha cinza claro nas laterais da cabeça. A cor escura típica já está presente nos animais jovens e também pôde ser detectada no período pré-natal em um embrião com cerca de 70 centímetros de comprimento.  Em contraste com o parente golfinho-de-risso (Grampus griseus ), cicatrizes de interações internas e externas formam novos pigmentos e, assim, tornam-se pretas novamente; o corpo pode mostrar cicatrizes locais em forma de estrela de mordidas curadas de tubarão-charuto (Isistius).
O corpo da baleia é relativamente delgado e a cabeça é curta em relação ao comprimento total. A seção da testa (melão) é longa e ligeiramente arqueada; não há bico separado. Nos machos adultos, o melão é mais proeminente do que nas fêmeas e nas baleias juvenis. A área ao redor da abertura é ligeiramente arqueada.  A barbatana dorsal em forma de foice está aproximadamente no meio do corpo; as barbatanas peitorais relativamente curtas (nadadeiras) começam bem na frente do corpo e têm uma forma típica com uma frontal em forma de S e uma ponta da nadadeira arredondada e cônica. A barbatana caudal (unha) também é curta; o recuo no meio não é muito pronunciado.

### Características do crânio e esqueleto

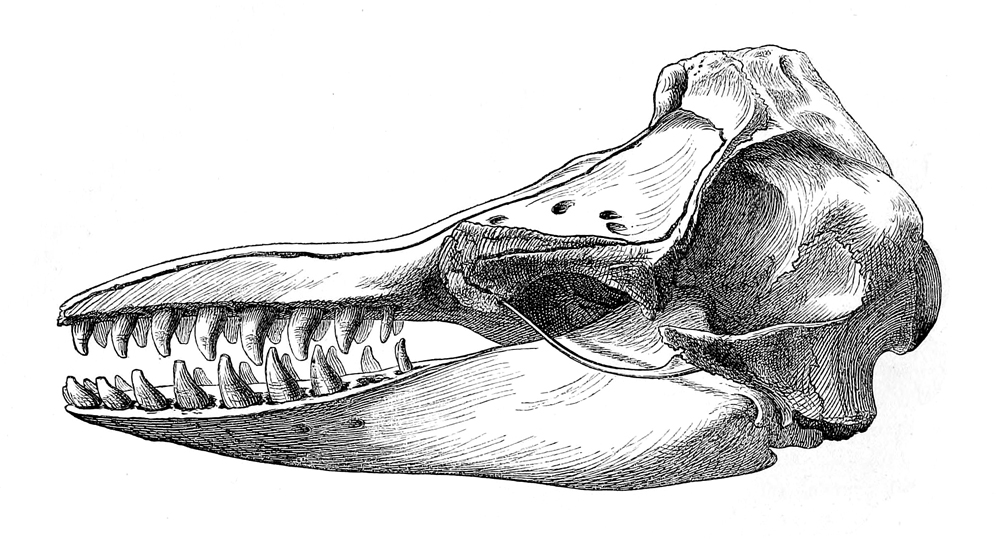
Crânio de falsa-orca

O crânio da falsa-orca é robusto, com uma região de focinho curta e larga. Ele é pelo menos 1,5 vez mais longo do que largo e aumenta com a idade dos animais. O comprimento total do crânio de um animal adulto é pouco mais de 50 centímetros. A falsa-orca tem dentes muito fortes, cônicos e curvos. Na mandíbula superior existem sete a onze, na mandíbula inferior de oito a doze dentes por metade da mandíbula, que em muitos animais o número de dentes na mandíbula direita inferior e superior não corresponde ao da mandíbula esquerda (assimetria bilateral). A dentição uniforme ou homodôntica desta espécie, na qual não existem diferentes tipos de dentes como em outros mamíferos, é típica de toda a subordem das baleias dentadas e representa uma adaptação ao seu alimento preferido de presas difíceis de fixar, aerodinâmicas e macias. como peixes e cefalópodes.[carece de fontes?]
O crânio da falsa-orca pode ser distinguido do da orca elas proporções dos ossos entre si: na orca, a largura do osso intermaxilar (pré-maxilar) diretamente na frente dos entalhes antorbitais, ou seja, os entalhes na frente dos olhos, é mais de 50% da largura total do crânio, menos de 50 para falsa-orca % Além disso, a borda lateral dos ossos intermaxilares é mais em forma de S quando vista de cima e mais ampla na área frontal. As cavidades timpânicas atingem um comprimento de 47,7 a 50,5 milímetros, apresentam quilha atrofiada e não são achatadas lateralmente.
A coluna vertebral consiste em 7 vértebras cervicais, 9 a 11 vértebras torácicas, 9 a 13 vértebras lombares e 16 a 26 vértebras caudais, com um total de 47 vértebras a 52. Em vários animais, as primeiras quatro a sete vértebras caudais em particular são fundidas em números variados, com o número de vértebras fundidas provavelmente aumentando com a idade. O tórax consiste de 9 a 12, principalmente 10 pares de costelas, 6 das quais têm duas origens cada (bicipital). O número de costelas em cada lado do corpo pode ser diferente. Quatro pares de costelas são fundidos diretamente ao esterno, e mais seis estão conectadas a ele por cartilagem. Os pares de costelas 11 e 12, quando existemr, não estão conectados ao esterno e, portanto, terminam livremente. O próprio esterno consiste em quatro partes que crescem junto com a idade. O número de ossos dos dedos nas nadadeiras pode variar amplamente. Como regra os animais têm de zero a um osso no primeiro, quatro a oito ossos no segundo, quatro a seis ossos no terceiro, um a três ossos no quarto e zero a dois ossos no quinto dedo. Como acontece com todas as baleias, os dedos são conectados a uma barbatana (nadadeira) por meio do tecido circundante.

### Traços genéticos
Como outras baleias, a falsa-orca tem o número  típico de cromossomos 2n = 44 cromossomos para esse grupo de animais. Estima-se que o cariótipo da falsa-orca seja mais estável que os da orca. As hibridizações com o golfinho-nariz-de-garrafa ocorreram repetidamente em cativeiro porque os genomas dessas duas espécies são compatíveis.

## Distribuição e Habitat
As Falsas-orcas preferem águas fundas de zonas tropicais e temperadas de todos os oceanos com temperaturas entre os 9 e os 31°C. Contudo, preferem águas mais quentes, sendo raros os avistamentos a mais de 50º de latitude nos dois hemisférios. Tipicamente oceânicas muitas vezes aproximam-se da costa de ilhas oceânicas, como é o caso dos Açores. São frequentemente avistadas em mares e baias semifechadas como o mar do Japão, mar Vermelho e golfo Pérsico e, ocasionalmente, no mar mediterrâneo. Os dados sobre padrões de migração da espécie são escassos.[carece de fontes?]

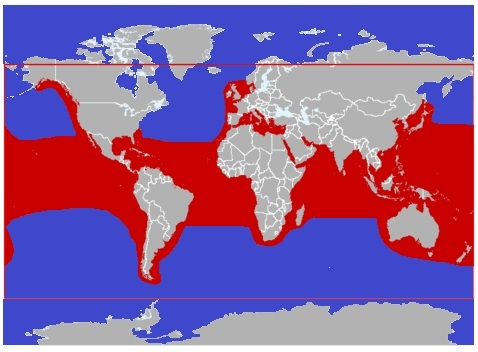
Área de distribuição da falsa-orca (de acordo com a IUCN)

Avistamentos longe da costa são relativamente raros e encalhes ocorrem apenas ocasionalmente. A baleia foi observada com frequência no Atlântico, na costa da América do Norte e no Caribe . Também ocorre regularmente nos oceanos Pacífico e Índico A área de distribuição também inclui regiões marinhas demarcadas individuais, como o Mediterrâneo, o Golfo do México, o Golfo da Califórnia, o Mar Vermelho e o Mar da Arábia, bem como o Mar do Japão. Na área das ilhas tropicais, especialmente ao redor do Havaí, os animais também são encontrados perto da costa. Os animais provavelmente fazem migrações sazonais e chegam a águas mais rasas perto da costa, especialmente no inverno.

A principal área de distribuição está entre as latitudes 40 norte e 40 sul. Os animais foram encontrados em áreas de água com temperatura entre 8 e 31° Celsius,  e preferem temperaturas de água mais altas. A distribuição mais ao sul dos animais até agora é documentada por um grupo de orcas da região leste do ponto mais meridional do continente sul-americano no Cabo Horn, no Chile. Este avistamento também provou que os animais podem viver pelo menos temporariamente em áreas de água fria de menos de 8° Celsius. Quando 22 falsas-orcas assassinas foram encalhadas em massa na costa leste das Ilhas Malvinas em 2013, a espécie também foi detectada pela primeira vez nesta região.

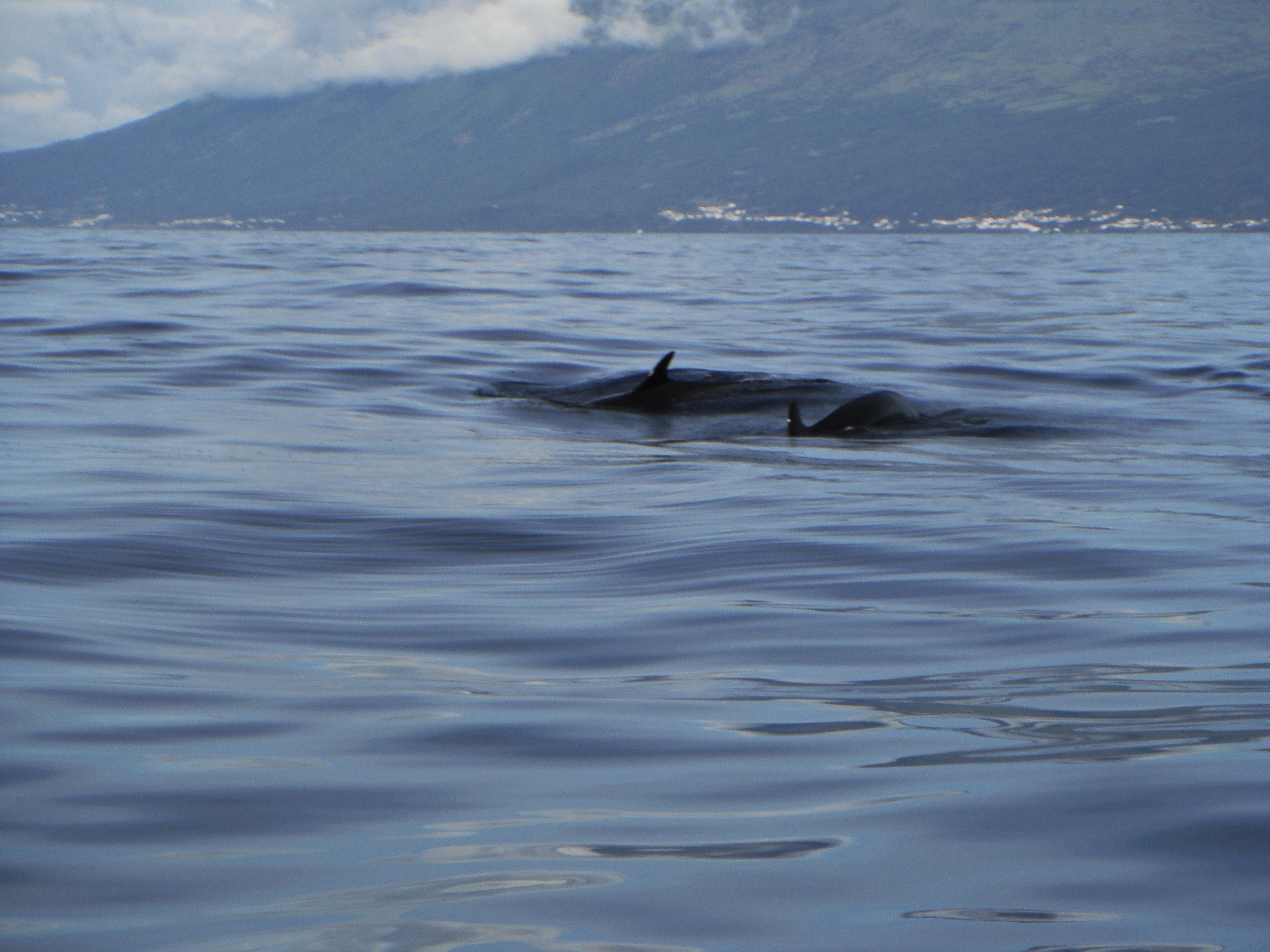
Falsas-orcas ao largo da Ilha do Pico, Açores.

Os registros europeus da espécie vêm principalmente de avistamentos de grupos individuais de baleias, bem como de relatos de encalhes. Eles foram feitos nas costas da Grã-Bretanha, Espanha, Holanda e nas cosas alemã e dinamarquesa do Mar do Norte . Também há raros avistamentos no Mar Báltico e no Mediterrâneo, especialmente no sul da Espanha e na Itália. Os registros mais setentrionais da América do Norte vêm do Canadá, onde em maio de 1987 um indivíduo encalhou na Ilha Denman, na Colúmbia Britânica

## Comportamento

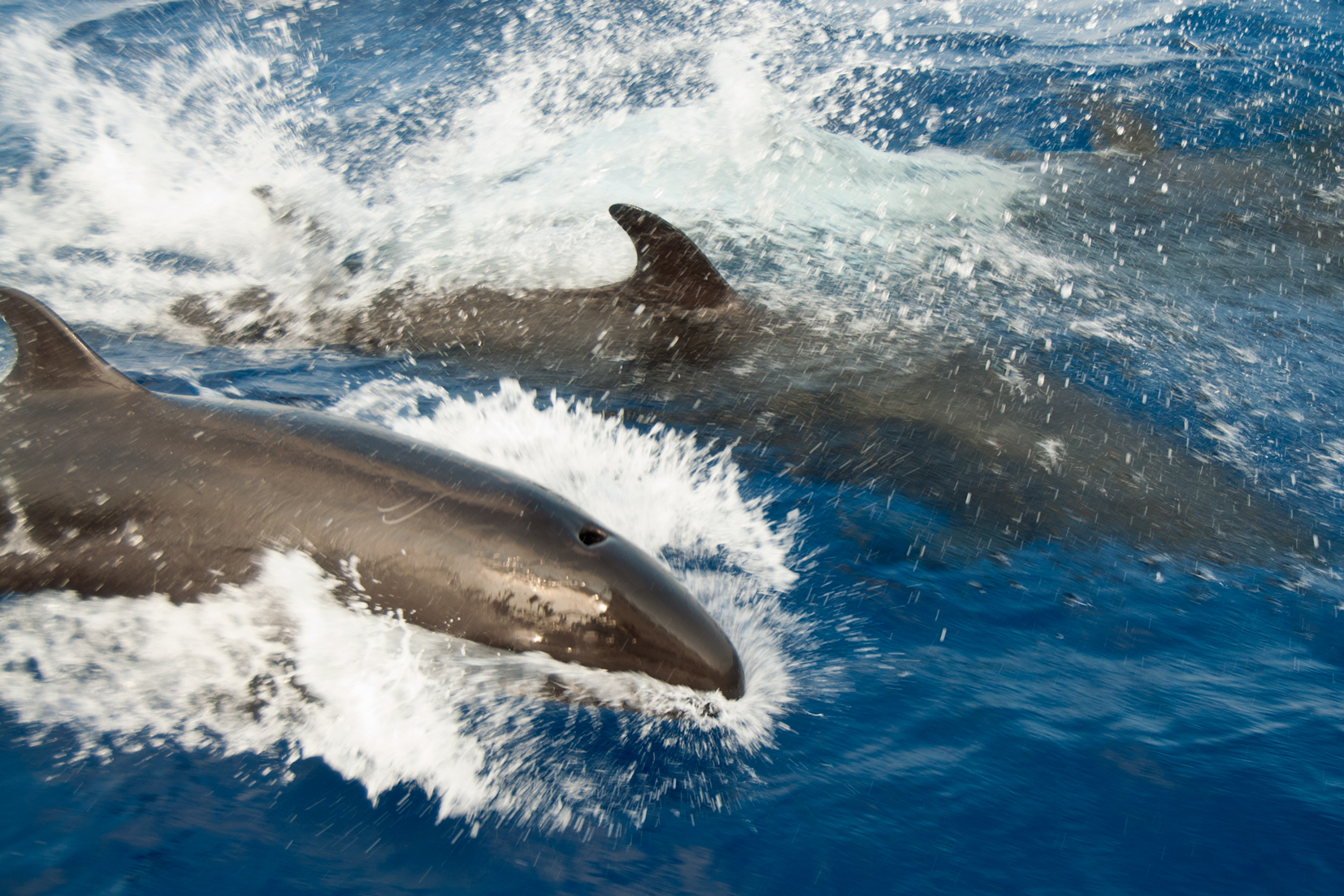
A falsa-orca vive em grupos

Falsa-orca saltando

A falsa é uma espécie de baleia que prefere as áreas profundas dos oceanos, ou seja, a zona pelágica, como habitat. Consequentemente, essas baleias podem ser observadas principalmente em alto mar, mas também perto de ilhas e costas que são cercadas por águas profundas. Devido à distância da costa e à vida em alto mar, o modo de vida das falsas-orcas não foi pesquisado de forma adequada. A maioria das informações sobre as espécies vem de estudos de animais encalhados, animais em cativeiro e avistamentos principalmente perto da costa, como ao redor do Havaí e outras ilhas.
Os animais são ativos durante o dia e a noite, e é provável que tenham sua atividade máxima durante o dia. As baleias vivem em grupos com um tamanho médio de 5 a 25 indivíduos, embora grupos maiores de mais de 100 a 400 animais tenham sido observados ocasionalmente. Os grupos às vezes nadam muito separados a velocidades de 5 até 20 quilômetros por hora, e um grupo individual pode se estender por até 20 quilômetros. Os animais regularmente saltam completamente fora d'água. Dentro dos grupos, as falsas-orcas, têm fortes laços sociais entre os animais individuais, com os indivíduos às vezes ficando juntos por anos. Esses grupos menores e mais estáveis são misturados em idade e sexo, e não parece haver nenhum gênero aparente ou segregação de idade nesta espécie. Os grupos maiores costumam ser amálgama de vários grupos pequenos, que geralmente se separam novamente após algum tempo. O maior grupo de baleias encalhadas documentado até o momento consistia em 835 indivíduos em Mar del Plata (Argentina) em 1946.
Há registros de unirem forças com outras baleias, principalmente cardumes de golfinhos roazes (Tursiops truncatus) e golfinhos de dentes rugosos (Steno bredanensis), e formam comunidades de caça. Acima de tudo, o relacionamento com os golfinhos razes pode durar vários anos, como foi descoberto em estudos de longo prazo na Nova Zelândia. Os grupos são constituídos por animais de diferentes idades, cuja estrutura social é muito pronunciada. Nas áreas ao redor do Havaí, relacionamentos de longo prazo dentro das escolas de até 15 anos foram demonstrados, o encalhamento em massa desses animais é atribuído a esses laços individuais próximos. Pouco se sabe sobre o comportamento de mergulho desta espécie; um animal etiquetado mergulhou por até 12 minutos e a profundidades de mais de 230 metros.
A falsa-orca possui um repertório diversificado de sons para comunicação intra-espécies, bem como para orientação por sonar e captura de presas. Ao fazer isso, eles usam principalmente chamadas prolongadas com uma frequência de 28kHz, que duram cerca de 60 a 75 milissegundos e têm um padrão de frequência ondulado semelhante ao dos botos. Além disso, existem sequências de clique mais longas, sons de clique único ou duplo com uma frequência de cerca de 100 kHz e assobios curtos em uma frequência de cerca de 8 kHz. Usando sonogramas subaquáticos, estimou-se que a faixa de audição dos animais era de 2 a 115 kHz com uma audição ótima entre 32 e 70 kHz.

### Alimentação
A falsa-orca se alimenta principalmente de vários peixes e cefalópodes. A composição da comida pode ser muito diferente de região para região devido às presas disponíveis. Acredita-se que os animais comam cerca de 4,7 a 5% do seu peso em alimentos, sendo o cálculo baseado em animais em cativeiro. A caça e a alimentação ocorrem durante o dia e à noite, independentemente da hora do dia; Com base nas análises do estômago de animais encalhados, uma maior quantidade de alimento foi esteve presente no inverno do que nas outras estações. Os animais caçam juntos e compartilham a presa entre si.
Entre as presas se encontramas lulas como Martialia hyadesi, Ilex argentinus, Berryteuthis magister, Gonatopsis borealis e Ommastrephes bartramii, além de vários peixes, como salmão marinho (Oncorhynchus), bonito (Katsuwonus pelamis), peixe-golfinho grande (Coryphaena hippurus) e outras cavalas, Mene maculata, robalo japonês (Lateolabrax), atum (Thunnus) e Istiophorus platypterus. Algumas das presas, como o atum, são bastante grandes e, especialmente na região ao redor do Japão, a falsa-orca é conhecida por comer atum das linhas de pesca. Em outras regiões também, como ao redor do Havaí, do Golfo do México e do Oceano Índico, as falsas-orcas são uma das poucas espécies de baleias dentadas que ocasionalmente roubam peixes de pescadores comerciais e recreativos.
Além disso, observou-se que falsas-orcas atacam golfinhos menores e jovens,  se alimentam deles. Até agora, este comportamento só foi observado de forma limitada na área das zonas de pesca do atum no Pacífico, onde golfinhos feridos foram libertados das linhas e libertados. É, portanto, atribuído apenas a populações isoladas com uma certa adaptação a esta fonte alimentar adicional. Em casos raros, falsas-orcas também foram observadas atacando baleias jubarte (Megaptera novaeangliae) e cachalotes (Physeter macrocephalus) na região ao redor das Ilhas Galápagos

### Reprodução e desenvolvimento
As informações e os dados sobre o desenvolvimento dos animais provêm quase exclusivamente de exames de indivíduos encalhados e frequentemente referem-se a exames dentários para determinar a idade dos animais encalhados com base nas camadas de esmalte Existem informações correspondentemente diferentes sobre a idade de maturidade sexual e outros dados relacionados à idade. Supõe-se que ambos os sexos atingem a maturidade sexual entre as idades de 8 e 14 anos, embora se presuma que os machos só se tornem capazes de acasalar mais tarde. Para as áreas marinhas ao largo do Japão, presume-se que as fêmeas atingem a maturidade sexual com um comprimento de 3,40 a 3,80 metros e, portanto, com uma idade de 8 a 11 anos; nos machos, porém, a maturidade sexual só deve ocorrer quando eles têm mais de 4,20 metros de comprimento e por volta dos 18 anos. Em contraste, há estimativas de que os machos devem estar sexualmente maduros na idade de 8 a 14 anos. Ao contrário das fêmeas, em que a maturidade sexual está conectada dadas com a primeira ovulação, nos machos isso só pode ser determinado com dificuldade e indiretamente, por exemplo, pelo tamanho e peso dos testículos.
As fêmeas tendem a ovular uma vez por ano, sendo espontâneas e sem menstruação fixa. Apenas um óvulo é liberado a cada ovulação. A época de acasalamento é, portanto, durante todo o ano, mas regionalmente pode haver uma periodicidade relacionada ao ambiente. Nas águas ao redor do Japão, por exemplo, a maioria dos emparelhamentos ocorre entre dezembro e janeiro. O número de mulheres grávidas na população é estimado em cerca de 14,5%  O intervalo de partos, ou seja, a distância entre dois nascimentos de fêmeas individuais, é dado como cerca de 7 anos, e os partos podem ocorrer durante todo o ano, com um ponto alto no final do inverno. Com a idade das fêmeas, o intervalo entre os partos aumenta e acredita-se que as fêmeas com mais de 45 anos não terão mais filhotes. Isso foi confirmado, entre outras coisas, pelo exame dos ovários de baleias encalhadas do Japão e da África do Sul.
A gravidez dura cerca de um ano e as mulheres dão à luz apenas um filhote de cada vez. Em uma documentação de 1997 na costa do Marrocos, o nascimento de uma falsa-orca ina pode ser observado. Isso aconteceu em um grupo de orcas que havia se aproximado de um barco, e a mãe estava no meio desse grupo quando o filhote nasceu. O nascimento foi reconhecido por uma mancha de sangue espalhada e um pedaço de placenta. Imediatamente após o nascimento, as baleias do grupo ergueram o bebê recém-nascido juntas acima da superfície da água para permitir a respiração Em seguida, foi baixado de volta para a água para nadar com o grupo.
O animal jovem tem cerca de 1,50 a 2,0 metros de comprimento ao nascer. O període de amamentação é provavelmente cerca de 18 a 24 meses. A expectativa de vida máxima é de 57 anos para os machos e 62 anos para as fêmeas. A geração dura cerca de 25 anos.

### Predadores e parasitas

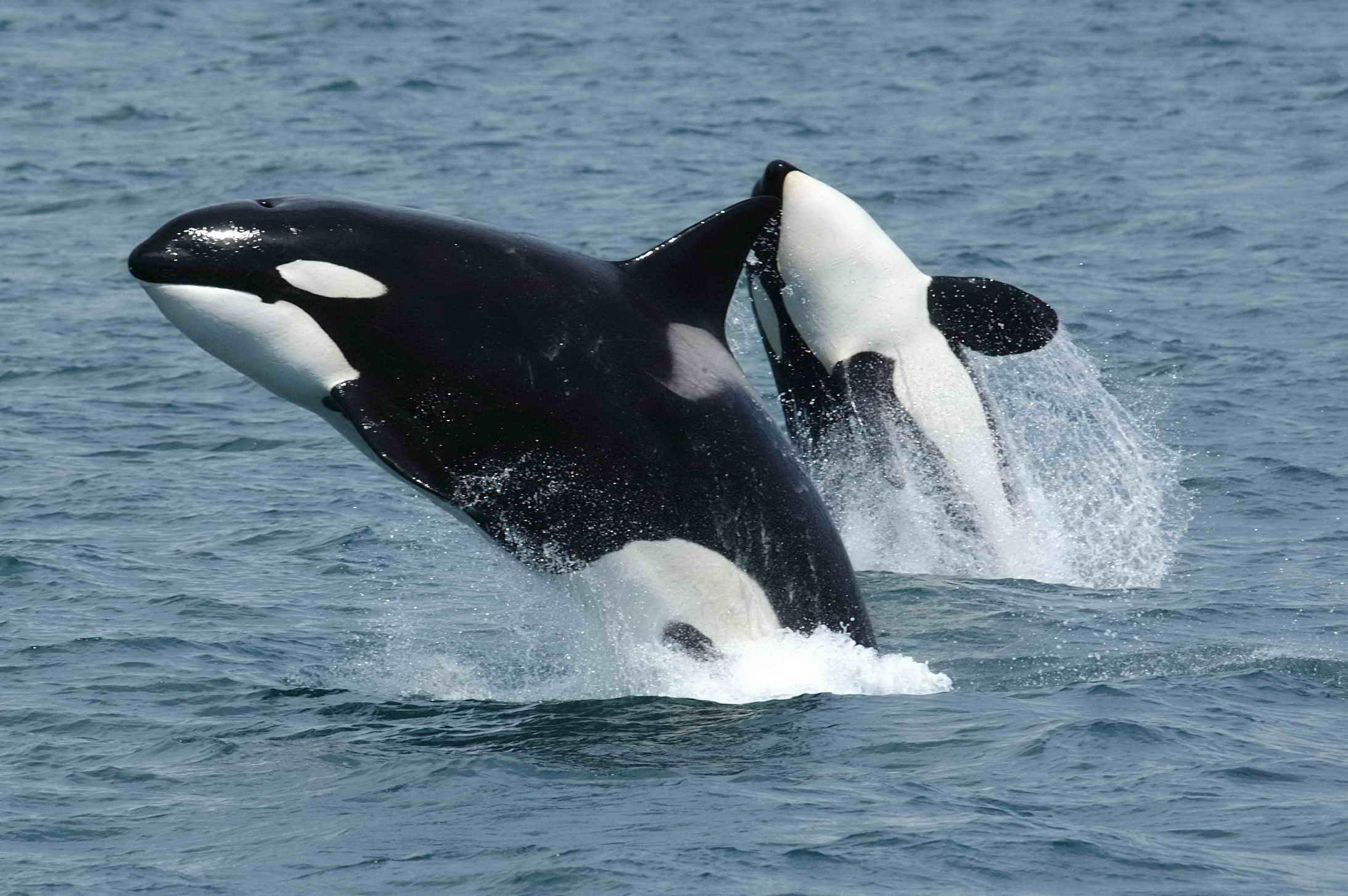
Grandes orcas: Originalmente, acreditava-se que havia uma relação estreita entre a falsa-orca e a orca. Além de grandes tubarões, as orcas são provavelmente os únicos predadores da espécie

Poucas informações estão disponíveis sobre os predadores da falsas-orcas, mas acredita-se que os animais individuais sejam predados por grandes tubarões ou grandes orcas. Ataques de grandes tubarões são documentados por meio de cicatrizes típicas de mordidas de tubarão em indivíduos vivos. Foi relatado em 2010 um ataque de um grupo de orcas grandes a um grupo misto de falsas-orcas e botos na Nova Zelândia As falsas-orcas foram atacadas por baixo da maneira típica para orcas e jogadas para fora da água. Pelo menos um filhote de baleia assassina foi morto e comido no ataque. A fusão com outras espécies é provavelmente uma estratégia de prevenção de predadores, com espécies diferentes respondendo de maneira diferente a atacantes em potencial.
Além disso, as falsas-orcas, são atacadas por tubarões-charuto (Isistius), que com a ajuda de seus dentes especiais conseguem arrancar pedaços de sua pele e comê-los. Conseqüentemente, o corpo da baleia pode ser coberto localmente com feridas recentes e cicatrizes em forma de estrela das mordidas curadas.
Os parasitas foram documentados por exames estomacais e intestinais de animais encalhados. Durante um encalhe no Brasil, por exemplo, uma taxa elevada de infestação dos animais com lombrigas das espécies Anisakis simplex, Anisakis Typica, Stenurus glocicephalus e Stenurus auditivus, bem como vermes acantocéfalos das espécies Bolbosoma capitatum foram encontrados. A densidade de vermes era de até 600 indivíduos por metro de comprimento do intestino. Além disso, foram encontradas tênias não identificadas da família Tetrabothriidae. Bolbosoma capitatum e Anisakis simplex também foram detectados em falsas-orcas, bem como numerosas outras baleias, associadas à documentação dos vermes trematódeos Nasitrema attenuata, Nasitrema globicephalae e Orthosplanchnus elongatus. Já foram encontrados ectoparasitas no corpo dos animais, como piolhos de baleia (Syncyamus pseudorcae, Isocyamus delphini), cracas como Xenubalanus globicipitus e as cracas pertencentes a Conchoderma auritum.
Apenas informações esporádicas estão disponíveis sobre doenças infecciosas; pneumonia aguda foi demonstrada em animais em cativeiro.

## Sistemática

### História da taxonomia e história fóssil

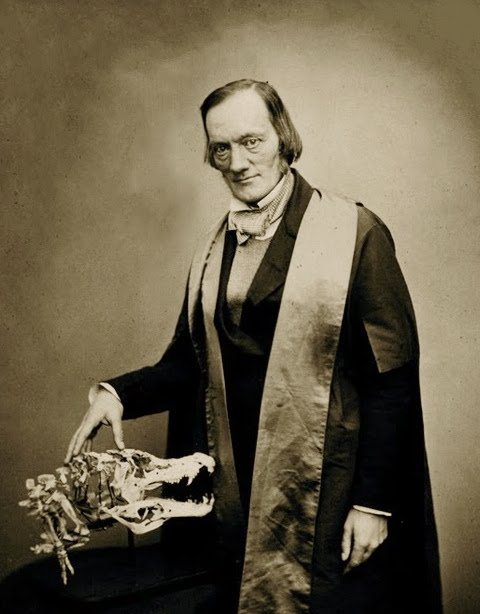
Richard Owen descreveu a falsa-orca como Phocaena crassidens a partir de um crânio de subfóssil encontrado na Inglaterra

A primeira descrição da falsa-orca vem de 1846 com base em um fóssil recuperado de um pântano de turfa em Lincolnshire em 1843 pelo zoólogo e paleontólogo Richard Owen, que reconheceu o esqueleto de uma baleia nos restos mortais, que ele acreditava ser um possível espécies extintas de delfinídeos (Delphinidae). Ele descreveu os restos mortais como subfósseis, ou seja, conservados em tempos recentes, e datou a descoberta no Pleistoceno médio com uma idade de cerca de 126.000 anos. Ele nomeou o tipo Phocaena crassidens, colocando-o assim relacionada aos dos botos. John Edward Gray atribuiu a espécie em 1846 em sua descrição das baleias na obra A Zoologia da Viagem de HMS Erebus e Terror, uma descrição de viagem da expedição à Antártica por James Clark Ross de 1839 a 1843, diretamente no gênero Orca (hoje Orcinus ) como Orca crassidens. A espécie foi encontrada viva pela primeira vez por Johannes T. Reinhardt, que examinou um grupo de baleias encalhadas na Baía de Kiel em 1861 e as viu como um novo gênero intimamente relacionado às orcas (Orcinus orca), que ele chamou de Pseudorca em 1862 e que incluiu no Owen classificou os restos mortais, juntamente com os espécimes vivos que descreve, como Pseudorca crassidens. William Henry Flower descreveu em 1864 com Orca meridionalis uma espécie de orca da Tasmânia que ele se referiu a Pseudorca no ano seguinte e que mais tarde foi sinonimizada. Outras descrições das espécies que são consideradas sinônimos hoje são Orca destructor, Pseudorca greyi e Pseudorca mediterranea.
Em 1924, o paleontólogo de vertebrados japonês Hikoshichiro Matsumoto descreveu a espécie fóssil Pseudorca yokoyamai como o único fóssil representante do gênero até agora com base em dois dentes fósseis do Japão. O espécime foi datado do Calabrium, um período parcial do Baixo Pleistoceno de 1.806 a 0.781 milhões de anos atrás.

### Sistemática externo
A falsa-orca há muito é considerada intimamente relacionada à orca a e foi colocada com ela em uma subfamília orcinae dentro do grupo das baleias dentadas e dos golfinhos. Estudos genéticos, contudo, mostram que a falsa orca (Pseudorca crassidens  está mais intimamente relacionada à baleia-piloto do que à orca (Orcinus orca).
De acordo com os estudos atuais, eles provavelmente formam a espécie irmã de um táxon das duas espécies conhecidas de baleia-piloto ( Globicephala), bem como do golfinho-cabeça-de-melão (Peponocephala electra) e da orca-pigmeia (Feresa attenuata). Juntamente com o golfinho-de-risso (Grampus griseus), essas espécies formam a subfamília Globicephalinae dentro dos golfinhos e são comparadas às duas espécies do gênero Orcaella

### Sistemática interna
William Henry Flower propôs já em 1888 distinguir uma forma do norte de uma forma do sul e em 1945 Paules Edward Pieris Deraniyagala separou Pseudorca crassidens meridionalis como uma subespécie independente, mas sem nomeação específica de características com base nas quais as duas subespécies poderiam ser separadas um outro. Conseqüentemente, essa descrição é geralmente ignorada e até hoje a espécie é considerada monotípica sem subespécie.
No entanto, por meio de testes genéticos, populações isoladas e diferentes haplótipos em diferentes áreas marinhas puderam ser identificados, e também há diferenças morfológicas, especialmente na estrutura do crânio, entre indivíduos da Austrália, Escócia, águas ao redor do Havaí e África do Sul . No caso da diversidade genética das falsas-orcas no Mar da China, as diferenças genéticas nos haplótipos eram tão grandes, segundo os autores, que se questionou se poderiam ser espécies diferentes. Na área ao redor do Havaí, foi documentado que existem diferenças genéticas entre os animais que vivem perto da costa e os do Pacífico aberto.

## Status e ameaça
A falsa-orca é um predador de topo e geralmente considerada bastante rara, mesmo nas regiões com as maiores densidades populacionais. A densidade é geralmente mais alta nas latitudes mais baixas ao redor do equador; no Pacífico Norte, a densidade aumenta ao norte de cerca de 15 ° latitude norte. Existem estimativas de população para várias áreas, algumas das quais estão bastante desatualizadas, e as estimativas para áreas maiores podem incluir mais de uma população . A única área para a qual as estimativas atuais da população e uma boa ideia da estrutura populacional estão disponíveis é nas águas do Havaí. Existem três populações estabelecidas lá com territórios parcialmente sobrepostos. A população da ilha principal varia entre 150 e 200 indivíduos e ocupa uma área ao redor das principais ilhas havaianas que fica a até 120 quilômetros da costa. A população do noroeste das ilhas havaianas é de cerca de 550 indivíduos. A população pelágica vive a pelo menos 1.700 quilômetros do Havaí e consiste em cerca de 1 550 indivíduos na zona econômica das ilhas havaianas. O total de estimativas disponíveis para o número total de animais em todo o mundo é de aproximadamente 60 000 animais, com as duas maiores estimativas sendo aproximadamente 94% do total tem mais de 25 anos. As estimativas de abundância não estão disponíveis para uma porção substancial da área de distribuição das espécies e, portanto, a abundância geral é provavelmente muito maior do que esses 60 000 animais. No entanto, devido à baixa densidade dessas baleias, as estimativas são imprecisas e as tendências não podem ser avaliadas na maioria das áreas.[carece de fontes?]

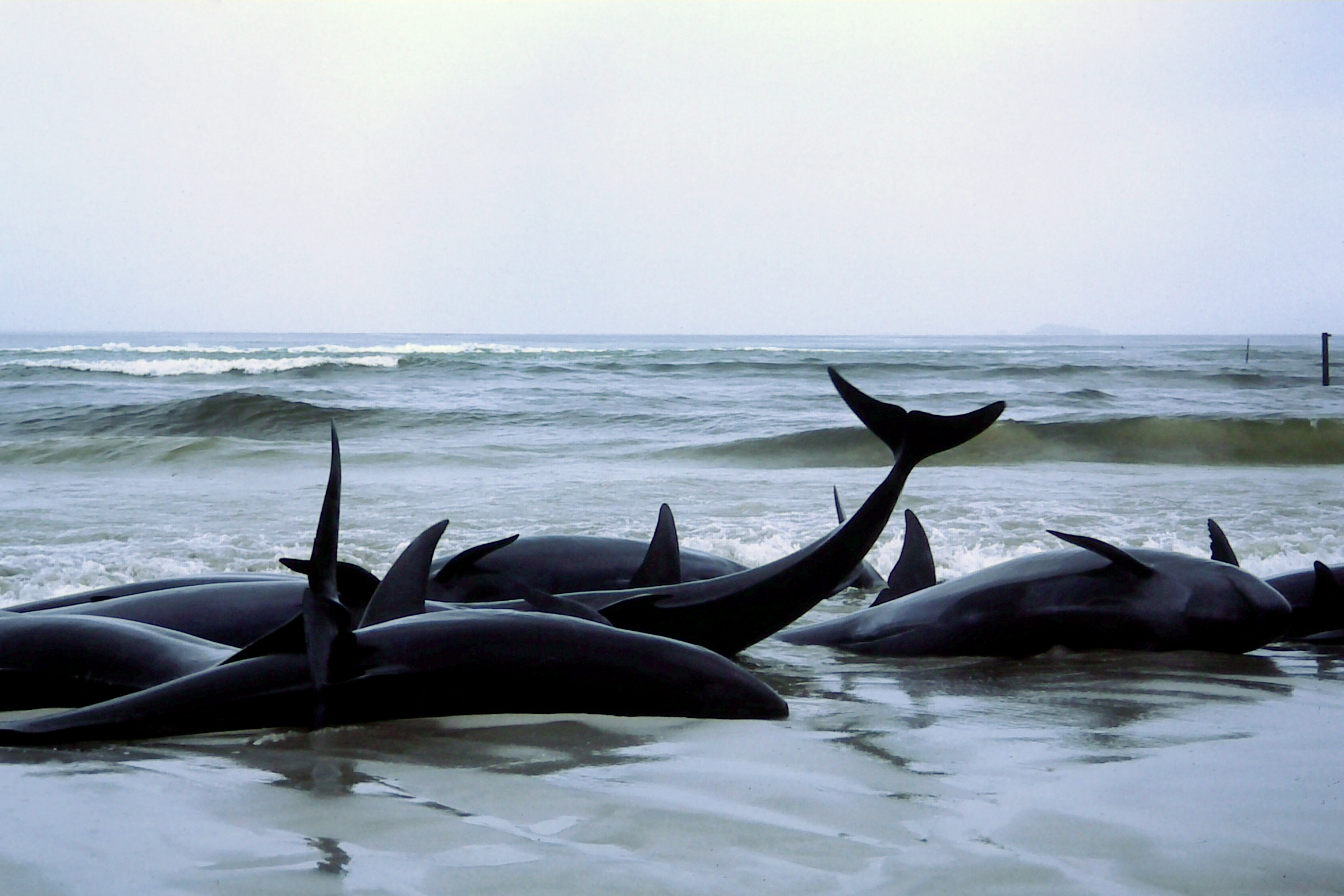
Usando amostras de animais encalhados e falecidos, altas concentrações de metais tóxicos e pesados puderam ser detectados nos tecidos dos animais (Foto: Flinders Bay, Austrália Ocidental, 1986)

A União Internacional para a Conservação da Natureza (UICN) classifica a falsa-orca como quase ameaçada, onde uma classificação próxima ao nível de vulnerabilidade é dada ante a situação dos dados atuais. As principais ameaças aos estoques são identificadas como mortes acidentais, capturas acessórias na pesca e, em algumas áreas, caça direcionada ou morte de animais. Devido ao tempo geracional comparativamente longa de cerca de 25 anos e ao lento desenvolvimento populacional associado, mesmo taxas de abate comparativamente baixas na falsa-orca podem levar a um desenvolvimento populacional negativo. A pequena baleia cai como todos os pequenos cetáceos não cobertos pelas disposições de proteção das Comissão Baleeira Internacional (IWC) nas listadas no Apêndice II da Convenção sobre o Comércio Internacional das Espécies da Fauna e da Flora Silvestres Ameaçadas de Extinção (CITES). A população havaiana é classificada como em perigo de extinção pela Lei de Espécies Ameaçadas dos Estados Unidos.
Além da pesca direta e da morte dos animais como competidores da pesca, existem outras ameaças aos animais, provenientes da poluição ambiental e da poluição. A falsa-orca é uma das espécies em que se constata a ingestão de plástico descartado. O lixo no oceano também constitui um risco, pois a ingestão de plásticos por serem confundidos com organismos gelatinosos pode, eventualmente, levar à morte dos indivíduos que ficam com o estômago cheio deixando de se alimentar. Em alguns tecidos coletados de animais presos, altos níveis de veneno e metais pesados podem ser documentados. Concentrações muito altas de prata foram registradas nos órgãos das baleias em animais encalhados na América do Sul e em outro estudo em baleias encalhadas no Chile, uma concentração muito alta de selênio e mercúrio foi encontrada em amostras de tecido. Em águas havaianas, uma investigação encontrou 84 % das baleias amostradas têm bifenilas policloradas (PCBs) em concentrações bem acima dos limites de saúde propostos, sugerindo que a imunossupressão ou efeitos reprodutivos podem estar presentes nas populações afetadas. O diclorodifenildicloroeteno, um produto de degradação do pesticida diclorodifeniltricloroetano (DDT), também pode ser detectado em altas concentrações em alguns casos.

## Interações com humanos

### Pesca e capturas acessórias

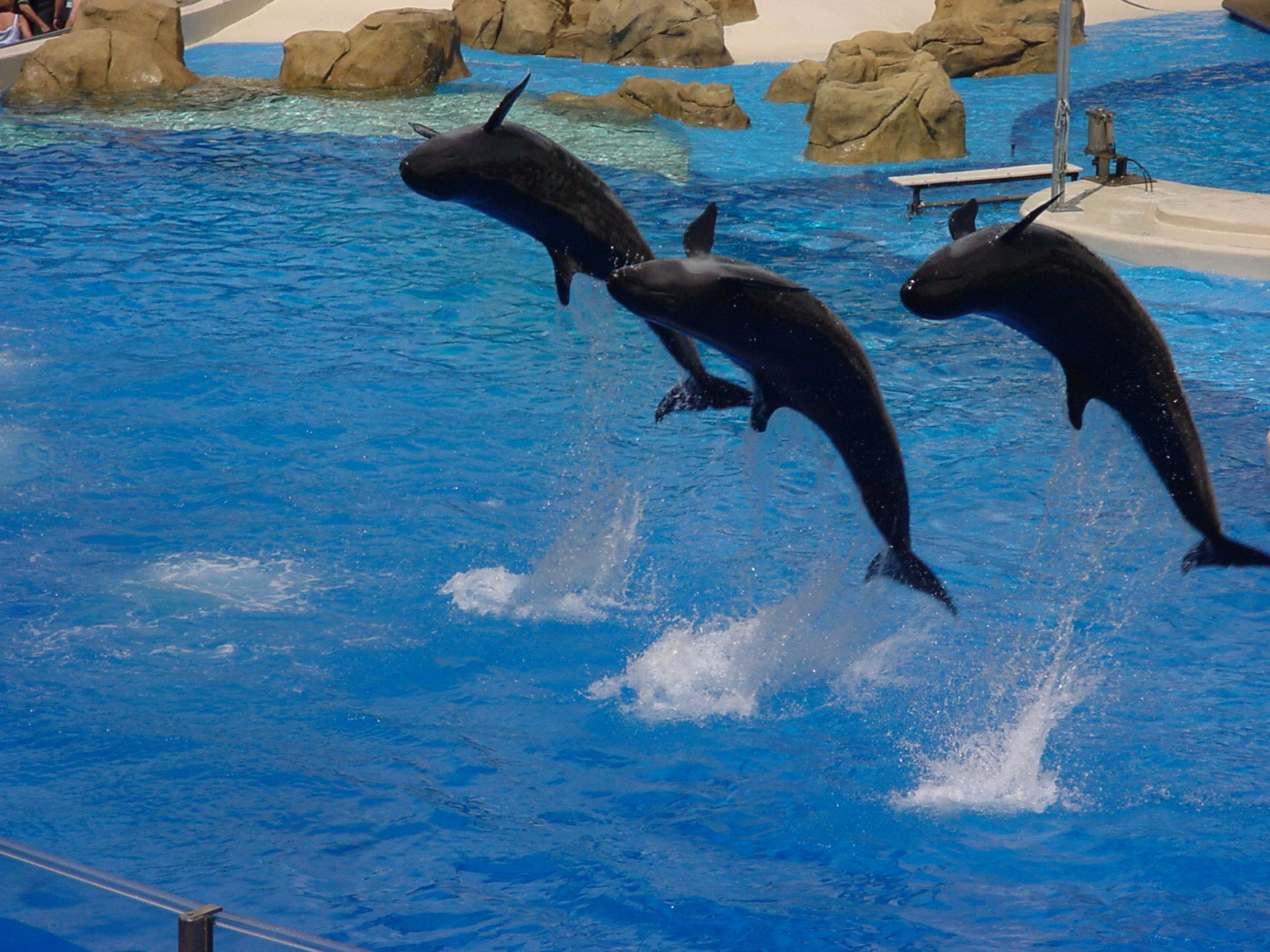
Falsas-orcas saltando no Orlando Sea World

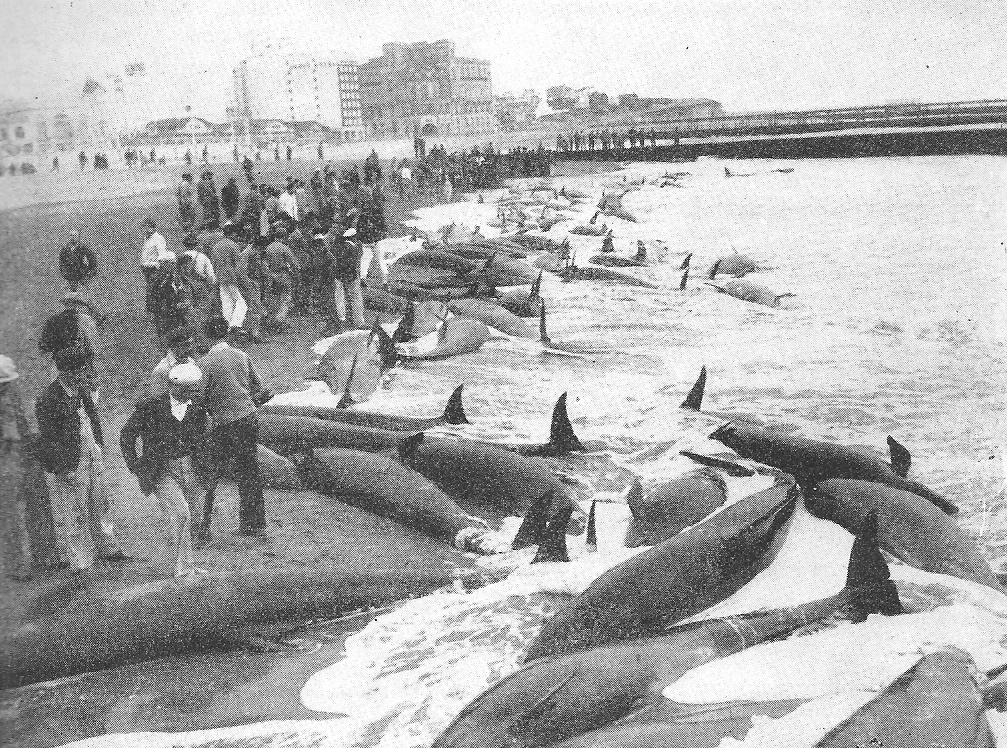
Encalhe em massa de falsas-orcas em Mar del Plata, 1946

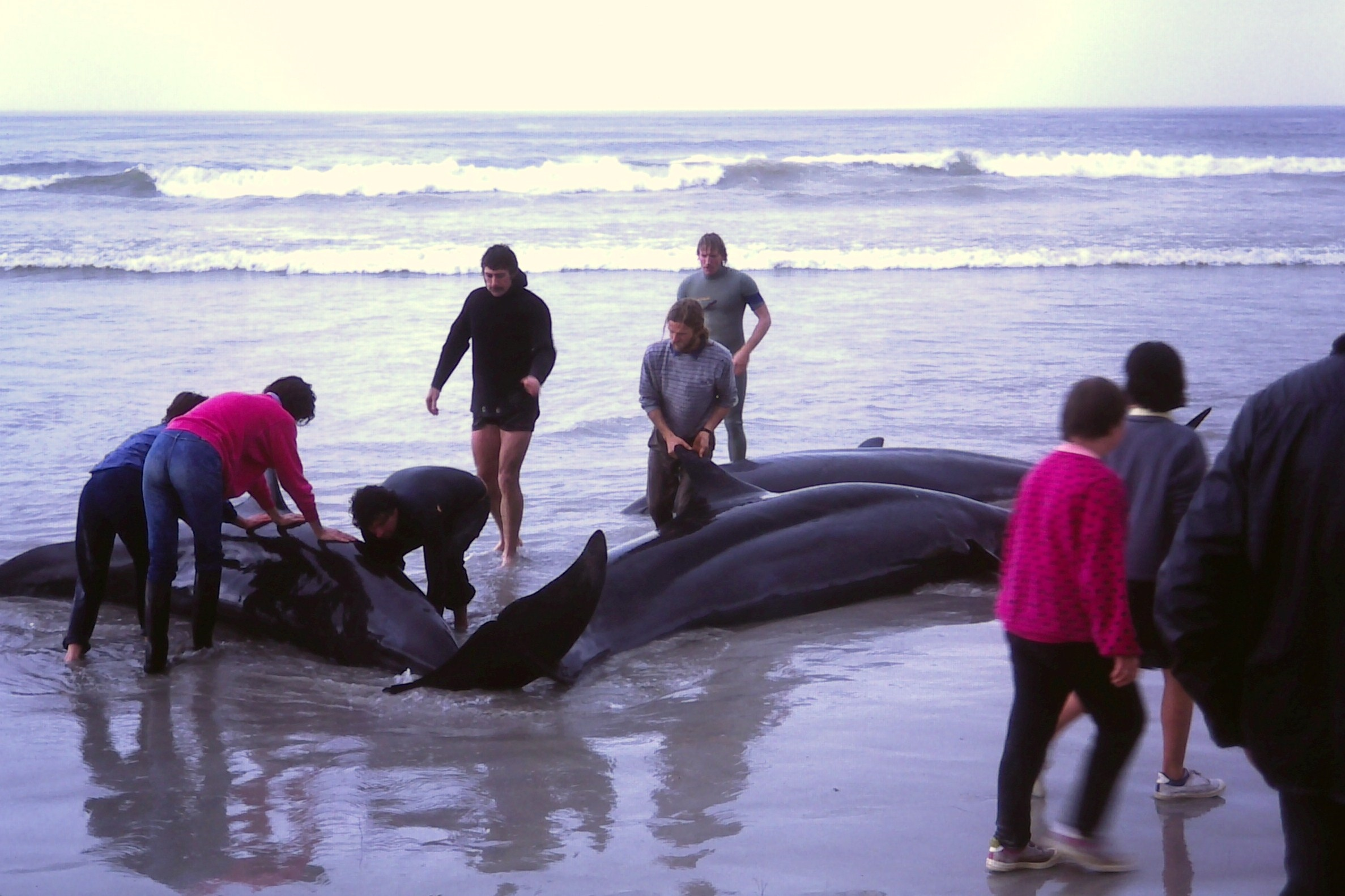
Durante o encalhe em massa de falsas-orcas em Flinders Bay, Austrália Ocidental, 1986, 96 dos 114 animais encalhados foram resgatados

Na Europa, nunca houve um uso econômico específico da baleia assassina, mas ocasionalmente ela é capturada acidentalmente na pesca do atum e do espadarte. No Japão, os animais são ocasionalmente usados como fonte de alimento, sendo que os animais geralmente aparecem perto da praia e são levados para a costa, onde são arpoados e mortos. Eles também foram capturados em Taiwan e usados como fonte de alimento e óleo. Dado o alto número de animais capturados em algumas das áreas onde isso foi estudado, a matança dessas baleias pode ter tido um impacto significativo na população local.
Em todas as áreas onde os habitats das falsas-orcas se sobrepõem aos pesqueiros da pesca comercial em grande escala, ferimentos e mortes ocorrem como captura acidental pela indústria pesqueira. Isto acontece independentemente de se tratar de pesca de arrasto, palangre ou anzol. Em bem estudadas águas havaianas, o número de animais mortos e feridos acidentalmente mortos ou gravemente feridos na pesca com palangre é provavelmente maior do que a população pode sustentar e acredita-se que quase todos eles sejam outras áreas de captura. Além disso, há uma influência indireta sobre as populações e seu suprimento alimentar em áreas nas quais uma alta proporção da população de peixes é comercialmente interessante e utilizada.
Esta espécie não é muito apreciada pelos pescadores comerciais porque rouba o atum das linhas já capturadas. Isso também aumenta o risco de os próprios animais serem apanhados.  Na ilha japonesa de Iki, por exemplo, houve uma ação concertada de pescadores para exterminar a espécie na região. Entre 1965 e 1990, novecentas falsas-orcas  foram mortas nas proximidades de Iki.
Esta espécie, provavelmente, é vulnerável a “ruido” produzido pelos humanos, como os produzidos pelo sonar dos navios.

### Observação e manutenção de baleias
No Havaí e em outras regiões, como Nova Zelândia e Marrocos, os animais são regularmente avistados por navios comerciais de observação de baleias ou golfinhos As falsas-orcas também foram e são mantidas em cativeiro para fins científicos e de entretenimento em vários aquários ao redor do mundo, incluindo Japão, Estados Unidos, Holanda, Hong Kong e Austrália. Eles foram criados com sucesso em cativeiro em vários locais e, em alguns casos, híbridos viáveis com golfinhos nariz de garrafa também foram produzidos em cativeiro.

### Encalhamentos
O maior encalhamento documentado de animais desse tipo ocorreu em Mar del Plata (Argentina) em 1946 e consistia em 835 indivíduos. Em contraste com outros golfinhos, mas semelhante às baleias-piloto, as falsas-orcas tendem a ficar presas em grandes grupos, o que leva a taxas de mortalidade comparativamente altas. Eles também podem ocorrer em águas temperadas fora de sua área de distribuição central, como os encalhes de massa na Grã-Bretanha ou na Dinamarca. As razões para o encalhe são amplamente desconhecidas. Supõe-se que eles acontecem devido à desorientação de animais individuais, que todo o grupo segue. As condições ambientais, como poluição da água e emissões de ruído, doenças ou envenenamento de animais e outros fatores provavelmente também desempenham um papel.[carece de fontes?]
Encalhe em massa de 114 falsas-orcas em Julho de 1986 em Flinders Bay, Austrália Ocidental, foi observado por muitas pessoas internacionalmente e recebeu muita cobertura da imprensa. O recém-criado Departamento Australiano de Conservação e Gestão de Terras (CALM) salvou 96 animais e estabeleceu uma rede informal para encalhes de baleias. Encalhe de 120 animais na Baía de Geographe em 2 Junho de 2005 na Austrália Ocidental, a quarta nesta baía, foi causada por uma tempestade que impediu os animais de verem a costa. Também aqui foi iniciada uma operação de resgate, na qual 1500 voluntários foram organizados pelo CALM.
Vários outros encalhes foram e estão documentados e ocorrem em quase todas as regiões da área de distribuição. Houve pelo menos sete encalhes na Nova Zelândia desde 2005, e e na Flórida nos últimos anos.